# Quark charm
O quark charm é um férmion com spin 1/2, carga elétrica 2/3, número bariônico 1/3 e número charm 1.
Apesar de já haver sido postulado com anos de antecedência para explicar resultados de correntes neutras da interação fraca, a sua existência, porém, só foi verificada em 1974 com a descoberta da partícula que recebeu o nome {\displaystyle J_{\Psi }}, a qual possuía uma massa de 3,1 GeV. Esse méson é composto por um par de quarks charm-anticharm. O comportamento do quark charm foi detectado pela primeira vez no RHIC.
É uma partícula de segunda geração, interage através da interação forte, interação eletromagnética, interação fraca e gravitação.

## Hádrons contendo o quark C
- Méson D, contem um quark C e um antiquark c.
- Vários outros bárions que contem geralmente um quark C e Quark U e Quark D